# Lijst van romaanse bouwwerken in Nederland
Dit is een lijst van romaanse bouwwerken waaronder veel kerkgebouwen en belangrijke romaanse restanten per provincie.

## Drenthe
| Plaatsnaam | Object              | Romaans              | Bijzonderheden                                                    | Afbeelding |
| ---------- | ------------------- | -------------------- | ----------------------------------------------------------------- | ---------- |
| Anloo      | Magnuskerk          | schip en toren       | Trapgevels toren niet origineel.                                  |            |
| Emmen      | Sint-Pankratiuskerk | toren                |                                                                   |            |
| Havelte    | Clemenskerk         | schip                | Delen muurwerk.                                                   |            |
| Norg       | Margarethakerk      | schip, koor en toren | Koor deels romanogotisch.                                         |            |
| Peize      | hervormde kerk      |                      | Schipvensters bij restauratie teruggebracht tot romaans, doopvont |            |
| Vries      | Bonifatiuskerk      | schip en toren       |                                                                   |            |

## Friesland
| Plaatsnaam   | Object         | Romaans              | Bijzonderheden                                            | Afbeelding |
| ------------ | -------------- | -------------------- | --------------------------------------------------------- | ---------- |
| Aalsum       | hervormde kerk | schip en koor        |                                                           |            |
| Bozum        | Martinuskerk   | schip en toren       | Deels romanogotisch koor                                  |            |
| Eestrum      | Petruskerk     | schip, koor en toren |                                                           |            |
| Exmorra      | hervormde kerk | schip, koor en toren | Vensters deels gereconstrueerd                            |            |
| Finkum       | Sint-Vituskerk | schip en toren       |                                                           |            |
| Hantum       | Nicolaaskerk   | schip en koor        |                                                           |            |
| Hijum        | Nicolaaskerk   | schip, koor en toren | Gotische vensters in schip en koor, gereduceerd westwerk. |            |
| Jelsum       | hervormde kerk | schip en toren       |                                                           |            |
| Rinsumageest | Alexanderkerk  | schip, koor en toren | Crypte                                                    |            |
| Stiens       | Sint-Vituskerk | schip                | Fragmenten details                                        |            |
| Surhuizum    | Antoniuskerk   | toren                | Rijnlandse invloeden in details, hoge gemetselde spits    |            |

## Gelderland
| Plaatsnaam         | Object                    | Romaans                                           | Bijzonderheden                                                                                  | Afbeelding |
| ------------------ | ------------------------- | ------------------------------------------------- | ----------------------------------------------------------------------------------------------- | ---------- |
| Aalten             | Oude Helenakerk           | toren                                             |                                                                                                 |            |
| Alphen aan de Maas | Sint-Lambertuskerk        | toren                                             |                                                                                                 |            |
| Andelst            | hervormde kerk            | schip                                             |                                                                                                 |            |
| Angerlo            | Sint-Galluskerk           | schip                                             |                                                                                                 |            |
| Beek (Ubbergen)    | hervormde kerk            | toren                                             |                                                                                                 |            |
| Beekbergen         | hervormde kerk            | toren                                             |                                                                                                 |            |
| Bemmel             | hervormde kerk            | toren                                             |                                                                                                 |            |
| Beusichem          | hervormde kerk            | toren                                             |                                                                                                 |            |
| Dodewaard          | hervormde kerk            | toren en schip                                    |                                                                                                 |            |
| Echteld            | hervormde kerk            | schip                                             |                                                                                                 |            |
| Ermelo             | hervormde kerk            | toren en delen schip                              |                                                                                                 |            |
| Etten              | hervormde kerk            | toren                                             |                                                                                                 |            |
| Ewijk              | toren                     |                                                   |                                                                                                 |            |
| Geldermalsen       | Hervormde Kerk            | toren                                             | De toren dateert van circa 1200 en behoorde tot de oorspronkelijke kapel die op deze plek stond |            |
| Groessen           | Sint-Andreaskerk          | toren                                             |                                                                                                 |            |
| Kerkwijk           | hervormde kerk            | schip en toren                                    |                                                                                                 |            |
| Leur               | hervormde kerk            | schip en toren                                    |                                                                                                 |            |
| Nijmegen           | Valkhofkapel              | geheel, met uitzondering van wijzigingen muurwerk | Enige resterende romaanse centraalbouw in Nederland                                             |            |
|                    | Barbarossa-ruïne          | geheel                                            | Ruïne slotkapel, met koorsluiting in Rijnlandse stijl                                           |            |
|                    | Grote of Sint-Stevenskerk | toren                                             | Grotendeels reconstructie                                                                       |            |
| Oosterbeek         | Oude Kerk                 | schip                                             | Rijk versierd portaal                                                                           |            |
| Ressen             | hervormde kerk            | schip en toren                                    |                                                                                                 |            |
| Rheden             | hervormde kerk            | toren                                             |                                                                                                 |            |
| Valburg            | hervormde kerk            | schip en toren                                    |                                                                                                 |            |
| Velp               | Oude Jan kerk             | schip en toren                                    |                                                                                                 |            |
| Wadenoijen         | hervormde kerk            | schip en toren                                    |                                                                                                 |            |
| Wehl               | Sint-Martinuskerk         | onderbouw toren                                   |                                                                                                 |            |
| Wilp               | hervormde kerk            | schip en toren                                    |                                                                                                 |            |

## Groningen
Groningen is rijk bedeeld met middeleeuwse kerken. De meeste van die kerken behoren tot de romanogotiek, een overgangsvorm tussen de romaanse bouwstijl en de gotiek, die met name in Groningen en het aangrenzende Oost-Friesland en in mindere mate in Friesland is te vinden. Bij een aantal kerken, de oudste die bewaard zijn gebleven, zijn nog elementen aan te wijzen die als romaans geduid kunnen worden.
| Plaatsnaam           | Object            | Romaans                      | Bijzonderheden                                                              | Afbeelding |
| -------------------- | ----------------- | ---------------------------- | --------------------------------------------------------------------------- | ---------- |
| Bedum                | Walfriduskerk     | toren                        |                                                                             |            |
| Bierum               | Sebastiaankerk    | schip en toren               | Gereduceerd westwerk. Schip deels romano-gotisch                            |            |
| Doezum               | Sint-Vituskerk    | toren en koor                | Toren in tufsteen met deels behouden gereduceerd westwerk, koor in baksteen |            |
| Eenum                | hervormde kerk    |                              |                                                                             |            |
| Godlinze             | Pancratiuskerk    | schip en toren               | Deels romano-gotisch                                                        |            |
| Haren                | hervormde kerk    |                              |                                                                             |            |
| Hellum               | Walfriduskerk     |                              |                                                                             |            |
| Holwierde            | Sint-Nicolaaskerk | onderste helft van het schip |                                                                             |            |
| Kantens              | hervormde kerk    | schip en toren               |                                                                             |            |
| Leens                | Petruskerk        |                              |                                                                             |            |
| Leermens             | Donatuskerk       | schip                        |                                                                             |            |
| Marsum               | Mauritiuskerk     | schip, koor en toren         | Oorspronkelijke dakbedekking monniken en nonnen, nog aanwezig               |            |
| Midwolde             | hervormde kerk    |                              |                                                                             |            |
| Niekerk (Grootegast) | hervormde kerk    | schip en toren               |                                                                             |            |
| Noordlaren           | Bartholomeüskerk  | toren                        |                                                                             |            |
| Oldenzijl            | Nicolaaskerk      |                              | Rijk gedetailleerde koorsluiting in Rijnlandse stijl.                       |            |
| Oosterwijtwerd       | Mariakerk         | schip en koor                | Vensters in schip vergroot. Halfronde koorsluiting.                         |            |
| Siddeburen           | hervormde kerk    | geheel                       |                                                                             |            |
| Wirdum               | hervormde kerk    |                              |                                                                             |            |
| Zuidwolde            | hervormde kerk    |                              |                                                                             |            |
| Ten Boer             | Kloosterkerk      |                              |                                                                             |            |

## Limburg
| Plaatsnaam       | Object                                              | Romaans                                                                                   | Bijzonderheden                                                                          | Afbeelding |
| ---------------- | --------------------------------------------------- | ----------------------------------------------------------------------------------------- | --------------------------------------------------------------------------------------- | ---------- |
| Asselt           | Kerk van Sint-Dionysius de Areopagiet               | Schip en koor                                                                             | Ingrijpend verbouwd en vergroot                                                         |            |
| Bergen           | Kerktoren                                           |                                                                                           |                                                                                         |            |
| Grathem          | Sint-Severinuskerk                                  | Toren                                                                                     |                                                                                         |            |
| Gulpen           | Oude kerk                                           | Toren                                                                                     |                                                                                         |            |
| Heel             | Kerk Sint-Stephanus Vinding                         | Toren                                                                                     |                                                                                         |            |
| Heerlen          | Sint-Pancratiuskerk                                 | Schip en toren                                                                            | gewelfconstructie in zijbeuken                                                          |            |
|                  | Schelmentoren                                       | Verdedigingstoren: 12e eeuw                                                               |                                                                                         |            |
| Holset           | H.H. Lambertus en Genovevakerk                      | Schip en toren                                                                            |                                                                                         |            |
| Holtum           | Sint-Martinuskerk                                   | Toren                                                                                     |                                                                                         |            |
| Kerkrade         | Abdijkerk Rolduc                                    | Crypte, koor, schip en toren                                                              | Gereconstrueerd klaverbladkoor; drie-conchen-crypte; bijzondere kapitelen en basementen |            |
| Klimmen          | Sint-Remigiuskerk                                   | Hoofdbeuk van schip                                                                       | Voormalig zaalkerkje, met neoromaanse uitbreiding tot kruisbasiliek (!)                 |            |
| Lemiers          | Sint-Catharinakapel                                 | Schip en koor                                                                             | Volledig bewaard zaalkerkje van vroeg-romaans type.                                     |            |
| Limbricht        | Oude Sint-Salviuskerk (Limbricht)Sint-Salviuskerkje | Deel schip en koor                                                                        |                                                                                         |            |
| Maastricht       | Basiliek van Onze-Lieve-Vrouw                       | Westwerk: begin 11e eeuw; schip, transept en koor: 12e eeuw                               | Imposant westwerk en kooromgang; rijk aan romaanse gebeeldhouwde kapitelen              |            |
|                  | Sint-Servaasbasiliek                                | Schip en transept: 11e eeuw; koor en westwerk: 12e eeuw                                   | Invloedrijk bouwwerk, in later eeuwen sterk gewijzigd; rijk aan romaanse bouwsculptuur  |            |
|                  | "Onder de Bogen"                                    | 11e of 12e eeuw                                                                           | Steunbogen (?) tussen Westwerk Sint-Servaasbasiliek en Proosdij van Sint-Servaas        |            |
|                  | Proosdij van Sint-Servaas                           | Gevel Hoge Leenzaal: 12e/13e eeuw (ramen later); kelders                                  |                                                                                         |            |
|                  | Helpoort                                            | Ca. 1230                                                                                  | Oudste stadspoort van Nederland                                                         |            |
|                  | Lang Grachtje                                       | Ca. 1230                                                                                  | Onderdeel eerste middeleeuwse stadsmuur                                                 |            |
|                  | Klein Grachtje                                      | Ca. 1230                                                                                  | Onderdeel eerste middeleeuwse stadsmuur                                                 |            |
|                  | Onze-Lieve-Vrouwewal en -toren                      | Ca. 1230                                                                                  | Onderdeel eerste middeleeuwse stadsmuur                                                 |            |
|                  | Waterpoortje Wyck                                   | 13e eeuw                                                                                  | Reconstructie eind 19e eeuw                                                             |            |
|                  | Sint Servaasbrug                                    | Kern 1280-96                                                                              | Oudste brug van Nederland; in de loop der eeuwen vele malen vernieuwd                   |            |
|                  | Kasteelruïne Lichtenberg                            | Donjon: 11e eeuw                                                                          | Na brand in 1747 vervallen                                                              |            |
|                  | Kasteel De Burght                                   | Onderbouw: 11e eeuw (?)                                                                   | Vele malen verbouwd                                                                     |            |
|                  | Kasteel Borgharen                                   | Westtoren en resten van donjon en ringmuur opgenomen in latere constructies: 12e/13e eeuw | Sterk verbouwd                                                                          |            |
| Mesch            | Sint-Pancratiuskerk                                 | Schip                                                                                     | Oorspronkelijk muurwerk met opus spicatum                                               |            |
| Neeritter        | Sint-Lambertuskerk                                  | onderbouw toren                                                                           | Torendeel uit de 13e eeuw, zonder versieringen                                          |            |
| Nijswiller       | Sint-Dionysiuskerk                                  | Schip                                                                                     | In 1895-1896 verhoogd en uitgebreid met oostpartij                                      |            |
| Roermond         | Munsterkerk                                         | Westbouw, schip en koor                                                                   | Torens uit 19de eeuw (P.J.H. Cuypers). Laat-Romaans: Rijnlandse invloeden               |            |
| Sint Odiliënberg | Basiliek van de H.H. Wiro, Plechelmus en Otgerus    | Geheel                                                                                    | Grotendeels gereconstrueerd volgens oorspronkelijke vormen.                             |            |
| Susteren         | Stiftkerk                                           | Geheel (Ottoons)                                                                          | Westwerk ingrijpend gewijzigd. Bovengrondse (buitenwerkse) crypte.                      |            |
| Thorn            | Stiftkerk                                           | Westwerk                                                                                  | Romaanse westcrypte                                                                     |            |
| Vaals            | Hervormde kerk                                      | Toren                                                                                     |                                                                                         |            |
| Voerendaal       | Sint-Laurentiuskerk                                 | Toren                                                                                     | Doopvont van Naamse hardsteen                                                           |            |
| Wahlwiller       | Sint-Cunibertuskerk                                 | Onderbouw schip                                                                           | Fraaie interieurbeschildering van Aad de Haas                                           |            |

## Noord-Brabant
| Plaatsnaam | Object                     | Romaans                | Bijzonderheden | Afbeelding |
| ---------- | -------------------------- | ---------------------- | --- | ---------- |
| Dennenburg | Sint-Michaëlskerk          | schip en toren         | |            |
| Eethen     | Hervormde kerk             | schip en toren         | |            |
| Genderen   | Nederlands Hervormde Kerk  | Onderbouw van de toren | |            |
| Meeuwen    | Nederlands Hervormde Kerk  | Toren                  | |            |
| Neerlangel | Sint-Jan de Doperkerk      | Onderbouw van de toren | |            |
| Oirschot   | hervormde kerk             | schip                  | |            |
| Velp       | Sint-Vincentiuskerk        | Deel van het schip     | De zuidelijke muur van het kerkschip dateert uit de 12e of 10e eeuw. Het is vermoedelijk een van de oudste kerkmuren van Noord-Brabant. |            |
| Vlijmen    | Grote kerk                 | Onderbouw van de toren | |            |
| Waalre     | Oude Sint-Willibrorduskerk | schip                  | |            |

## Noord-Holland
| Plaatsnaam          | Object                       | Romaans        | Bijzonderheden        | Afbeelding |
| ------------------- | ---------------------------- | -------------- | --------------------- | ---------- |
| Heiloo              | Witte Kerk                   | toren          |                       |            |
| Limmen              | hervormde kerk               | toren          |                       |            |
| Muiden              | hervormde kerk               | toren          |                       |            |
| Nederhorst den Berg | Protestantse Willibrordkerk  | schip en toren |                       |            |
| Oosterland          | Michaëlskerk                 | schip en toren | Koor is reconstructie |            |
| Velsen-Zuid         | Protestantse Engelmunduskerk | toren          |                       |            |

## Overijssel
| Plaatsnaam   | Object                  | Romaans                                                                                 | Bijzonderheden          | Afbeelding |
| ------------ | ----------------------- | --------------------------------------------------------------------------------------- | ----------------------- | ---------- |
| Delden       | Oude Kerk               | pijlers middenschip en oostwand noorderzijschip                                         |                         |            |
| Deventer     | Bergkerk                | lichtbeuk en front met torens                                                           | Div. latere wijzigingen |            |
|              | Lebuïnuskerk            | crypte en delen muurwerk interieur                                                      |                         |            |
|              | Proosdij                | delen muurwerk                                                                          |                         |            |
| Enschede     | Grote Kerk              | toren, noordmuur (later gewijzigd) met fragment vroegere ingang                         |                         |            |
| IJsselmuiden | hervormde kerk          | toren                                                                                   |                         |            |
| Oldenzaal    | Sint-Plechelmusbasiliek | toren, middenbeuk, noorderzijbeuk, transept, zuidelijk absidiool, westelijke koortravee |                         |            |
| Rijssen      | Schildkerk              | deel noordmuur; tufstenen muur met rondboogfries                                        |                         |            |
| Wilsum       | Sint-Lambertuskerk      | toren en schip                                                                          |                         |            |
| Zalk         | Sint-Nicolaaskerk       | toren                                                                                   |                         |            |

## Utrecht
| Plaatsnaam  | Object                 | Romaans                                       | Bijzonderheden                                                                       | Afbeelding |
| ----------- | ---------------------- | --------------------------------------------- | ------------------------------------------------------------------------------------ | ---------- |
| Bunnik      | Oude dorpskerk         | toren en schip                                |                                                                                      |            |
| Doorn       | hervormde kerk         | schip                                         | In 1924 verbreed met een zijbeuk in identieke stijl                                  |            |
| Houten      | Pleinkerk              | Zuidmuur van het schip                        | De zuidmuur van het schip zou uit de 10e/11e eeuw stammen                            |            |
| Oud-Leusden | oude kerktoren         |                                               |                                                                                      |            |
| Utrecht     | Pieterskerk            | schip, transept en koor                       |                                                                                      |            |
|             | Janskerk               | schip en transept                             |                                                                                      |            |
|             | Nicolaïkerk            | westwerk met torens, delen muurwerk interieur |                                                                                      |            |
|             | Kloostergang Mariakerk | geheel                                        | Oorspronkelijk uitgevoerd in natuursteen, romaanse vormen later in baksteen hersteld |            |

## Zuid-Holland
| Plaatsnaam | Object                                                     | Romaans         | Bijzonderheden                                                        | Afbeelding |
| ---------- | ---------------------------------------------------------- | --------------- | --------------------------------------------------------------------- | ---------- |
| Den Haag   | Rolzaal (COMMONS) in 't Binnenhof, Cultureel erfgoed 17475 | midden 13e eeuw | Gebouwd als woning van de graven van Holland, vanaf 1551 gerechtszaal |            |
| Leiden     | Hooglandse kerk                                            | deel westbouw   |                                                                       |            |
| Naaldwijk  | Oude Kerk                                                  | toren           |                                                                       |            |
| Rijnsburg  | hervormde kerk                                             | toren           | Restant abdijkerk.                                                    |            |
| Sassenheim | hervormde kerk                                             | schip           |                                                                       |            |